# Pterula plumosoides
Pterula plumosoides är en svampart som beskrevs av Corner 1952. Pterula plumosoides ingår i släktet Pterula och familjen mattsvampar.   Inga underarter finns listade i Catalogue of Life.